# Trinkgut
Die Trinkgut Getränkeeinzelhandel GmbH (Eigenschreibweise trinkgut) ist der Getränkegroß- und Einzelhandel der Edeka Rhein-Ruhr mit Sitz in Moers. Das Hauptabsatzgebiet liegt in Nordrhein-Westfalen und den benachbarten Bundesländern.

## Unternehmensgeschichte

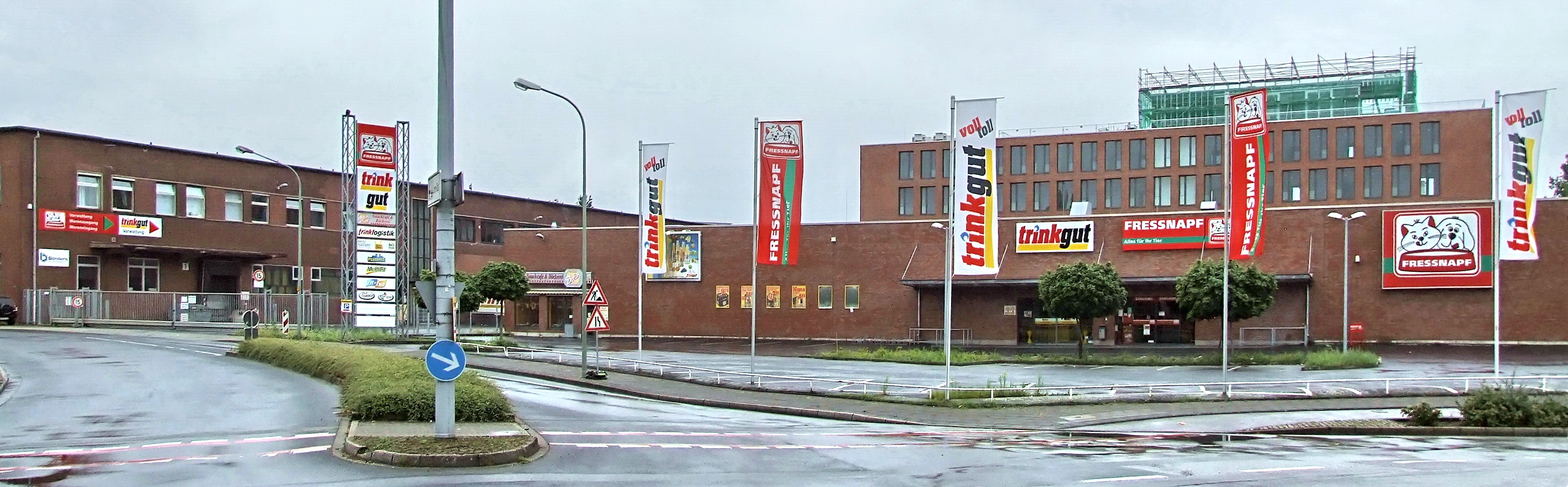
Frühere Hauptverwaltung und Filiale des Unternehmens in Krefeld

Das Unternehmen wurde von Udo Täubrich gegründet. 1978 wurde der erste Getränkeabholmarkt in Duisburg eröffnet und drei Jahre später der erste Markt. 1999 wurde der unternehmenseigene Großhandel Trinklogistik in Betrieb genommen. 2001 entstand der 100. Trinkgut-Markt, zwei Jahre später wurde die neue Hauptverwaltung in Krefeld bezogen. 2004 verstarb der Unternehmensgründer. Das Unternehmen wurde anschließend von seiner Tochter Alexandra zusammen mit ihrem Ehemann Torsten Toeller weitergeführt. Im Folgejahr begann in Hamm mit Hilfe größerer Subventionsbeträge der Bau eines neuen Logistikzentrums, das 2006 in Betrieb genommen wurde. Im gleichen Jahr wurde der 200. Trinkgut-Markt eröffnet.
2007 erwarb Torsten Toeller die restlichen 50 % von Trinkgut und war somit Alleininhaber.
Bis 2009 beteiligte sich Rewe Dortmund an Trinkgut mit 25 Prozent und übernahm auch die Logistik für das Unternehmen. Die Kooperation im Bereich des Einkaufs von Lebensmitteln und Artikel für das Zusatzsortiment wurde bereits im Jahr 2008 durch eine Kooperation mit der Bünting Handel und Dienstleistung (BHD), einer Tochter der Bünting-Gruppe, ersetzt. Bünting bündelt das Wareneinkaufsvolumen von Trinkgut für die Warengruppen Wein, Sekt, Spirituosen, Süßwaren sowie Food- und Non-Food-Aktionsartikel. Die Abrechnung erfolgt über die Markant Deutschland.
Am 9. März 2010 kündigte Torsten Toeller den Verkauf von Trinkgut an; sofern das zuständige Kartellamt zustimme, werde Trinkgut als weiterhin eigenständiges Unternehmen vollständig von Edeka übernommen. 2010 gab es 233 Trinkgut-Märkte. Die Übernahme durch die Edeka Rhein-Ruhr mit Sitz in Moers wurde durch das Bundeskartellamt am 28. Oktober 2010 unter Auflagen genehmigt.
Nach der Übernahme durch die Edeka Rhein-Ruhr setzt Trinkgut seinen Expansionskurs, als Auflage des Kartellamtes, für 2 Jahre nicht fort. Ebenfalls durch eine Auflage musste Trinkgut einige Märkte abstoßen. So hatte das Unternehmen Ende 2011 nur noch 214 Filialen. Am ersten Tag nach Ablauf der 2-jährigen Frist eröffnete Trinkgut gleich 3 Filialen und expandiert seitdem weiter. Der Umsatz der 214 Trinkgut-Märkte lag 2011 bei 501 Mio. Euro. Nach der Übernahme wurden viele Top-, Edeka- und Marktkauf-Getränkemärkte auf Trinkgut umgestellt bzw. bei Neueröffnungen von vornherein in einer Edeka-Trinkgut-Kombination eröffnet. 2021 besaß Trinkgut 264 Märkte. Inzwischen finden sich auch im Absatzgebiet der Edeka Südwest und der Edeka Südbayern Trinkgut-Märkte.

## Eigenmarken
Eigenmarken von Trinkgut sind die Biersorten „Traugott Simon“ und „Oscar Maxxum“ sowie die Mineralwasserprodukte „Leonie“, „Aqua+“, „Clarissa“ und „Mona“. Zudem werden alkoholfreie Getränke unter Edeka-Eigenmarken wie Gut&Günstig oder Booster angeboten. Daneben gibt es mehrere Eigenmarken an Spirituosen.